# Miano (Corniglio)
Miano è una piccola frazione del comune di Corniglio, in provincia di Parma.
La frazione dista 2,44 km dal capoluogo.

## Geografia fisica
La località, a un'altitudine di 611 m s.l.m., sorge sulla sinistra orografica del torrente Parma.

## Storia
Il borgo di Miano, di origine medievale, viene menzionato la prima volta nel 1327 in un atto di vendita in favore del vescovo di Parma Ugolino Rossi, ma la sua storia segue quella del vicino e ben più importante Corniglio, di cui era dipendente: lo stesso oratorio, del XVII secolo, era di proprietà comunale.

## Monumenti e luoghi d'interesse

### Oratorio di San Donnino
Il primo oratorio, di proprietà comunale, venne eretto nel corso del XVII secolo, dipendente dalla Parrocchiale di Corniglio. Assieme a Vestana creò una parrocchia autonoma nel 1622, ma già due anni dopo, il 13 luglio 1624, tornò alle dipendenze del capoluogo.
Il nuovo oratorio, costruito agli inizi degli anni 80 dagli architetti Barbacini e Bertani, sostituì il precedente, ormai in grave decadenza e inagibile da anni. Si tratta di una costruzione moderna, con volute architettoniche in cemento armato e ampie vetrate. Il tetto, ad uno solo spiovente in forte pendenza, è stato realizzato in materiale lateritico.

### Fog da ligna
Si tratta del gas metano che scaturisce spontaneamente in questa zona, noto alle cronache del XIX secolo per il fenomeno dei barboj. All’inizio del XX secolo, dal pozzo per la captazione del gas, cominciarono a sgorgare acque termali di circa 45 gradi, che alimentarono i vecchi bagni pubblici, attualmente caduti in disuso.